# Sangre de mi tierra
Sangre de mi tierra è una telenovela statunitense che ha debuttato su Telemundo il 29 novembre 2017 e si è conclusa il 20 febbraio 2018.  

## Trama
La serie racconta la storia di due famiglie, i Castañeda e i Los Montiel, che si dedicano all'attività vitivinicola nella città californiana di Napa.

## Trasmissione italiana
La telenovela è arrivata in Italia il 21 luglio (episodi 1-36) e il 7 settembre 2020 (episodi 37-72) in streaming su Sky e su Now TV.